# Ubinas
Ubinas é um estratovulcão ativo na região de Moquegua, no sul do Peru, a cerca de 60 km a leste da cidade de Arequipa. Parte da Zona Vulcânica Central dos Andes, eleva-se a 5672 metros de altitude. O cume do vulcão é cortado por uma caldeira de 1,4 km de largura e 150 metros de profundidade, que por si só contém uma cratera menor. Abaixo do cume, o vulcão Ubinas tem a forma de um cone de subida com uma indentação proeminente no lado sul. A parte inferior suavemente inclinada do vulcão é também conhecida como Ubinas I e a parte superior mais íngreme como Ubinas II; representam diferentes estágios na história geológica do vulcão.
Sendo o vulcão mais ativo no Peru, o Ubinas tem uma história de pequenas e moderadas erupções explosivas, bem como algumas erupções maiores, como em 1667, juntamente com persistentes emissões de gases e cinzas. A atividade no vulcão começou na época pleistocénica, e levou ao crescimento da montanha atual em duas fases. Entre as recentes erupções encontrava-se o evento de 2006-2007, que produziu colunas de erupção e levou à queda de cinzas na região, resultando em problemas de saúde e evacuações. Durante a atividade mais recente, de 2013 a 2017, formou-se um fluxo de lava dentro da cratera, e novas quedas de cinzas levaram a novas evacuações das cidades vizinhas. Ubinas é monitorizado pelo serviço geológico peruano INGEMMET, que publicou um mapa de risco vulcânico para o Ubinas e relatórios regulares de atividade vulcânica.

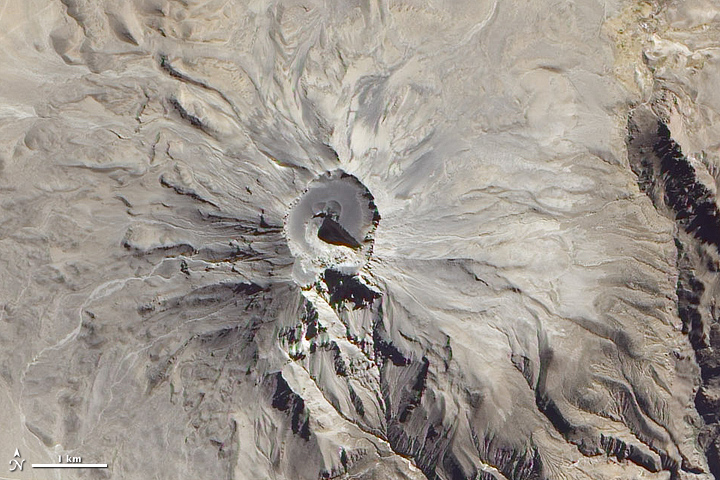
Ubinas: a caldeira vista de cima, com a cratera e a indentação na borda sul claramente visível